# أنطون ألكسندروفيتش فاسيلييف
أنطون ألكسندروفيتش فاسيلييف هو لاعب كرة قدم روسي في مركز الدفاع، ولد في 6 فبراير 1983. لعب مع دينامو بارنول وسبارتاك نالتشيك ونادي أوفا.

## وصلات خارجية
- أنطون ألكسندروفيتش فاسيلييف على موقع Soccerway.com (الإنجليزية)